# Harold Devine
Harold „Harry“ George Devine (* 18. Mai 1909 in New Haven, Connecticut; † 29. April 1998 in North Oxford, Massachusetts) war ein US-amerikanischer Boxer, welcher an den Olympischen Sommerspielen 1928 im Federgewicht teilnahm und Bronze holte.
Devine war Nationaler Meister der AAU im Jahre 1928 und vertrat so auch die Vereinigten Staaten bei den Spielen in Amsterdam. Dort traf er zunächst auf den Italiener Fausto Montefiori und dann auf den Finnen Kaarlo Väkevä. Im Halbfinale wurde er jedoch vom späteren Olympiasieger Bep van Klaveren geschlagen. Die Bronzemedaille sicherte er sich dann jedoch im kleinen Finale gegen Lucian Biquet.
Seine Profikarriere wurde dadurch geschwächt, dass er Linkshänder war und andere gute Boxer diese gut parierten. Jedoch erlangte er 1934 den Titel des besten Boxers Neuenglands, den er einmal erfolgreich verteidigte, ihn jedoch noch im selben Jahr verlor. Als er 1935 nach Australien ging, brachten ihn dann zwei Niederlagen endgültig aus dem Ring.